# Coupe d'Italie féminine de football 2020-2021
Navigation
Édition précédente Édition suivante
La 49e Coupe d'Italie féminine de football se déroule entre le 2 septembre 2020 et le 30 mai 2021. La Juventus remet en jeu son titre obtenu en 2019, l'édition 2019-2020 n'est pas arrivée à son terme à cause de la pandémie de Covid-19 et a été annulée. 
26 équipes participent à la compétition. Ce sont les douze équipes disputant la première division italienne et les quatorze équipes de la deuxième division.
Dans un tour préliminaire quatre équipes de 2e division se rencontrent en match aller et retour pour déterminer deux qualifiés pour le tournoi de qualification. Dans ce tournoi, douze équipes de deuxième division et les douze équipes de première division sont réparties en huit poules de trois équipes, les vainqueurs de poule sont qualifiés pour les quarts de finale.
L'AS Rome remporte la finale en s'imposant lors de la séance de tirs au but contre l'AC Milan.

## Tournoi de qualification
Les équipes se rencontrent une seule fois, les vainqueurs de poule sont qualifiés pour les quarts de finale.

### Groupe A
| Rang | Équipe          | Pts | J | G | N | P | Bp | Bc | Diff |
| ---- | --------------- | --- | - | - | - | - | -- | -- | ---- |
| 1    | Florentia       | 6   | 2 | 2 | 0 | 0 | 5  | 0  | +5   |
| 2    | Vérone          | 3   | 2 | 1 | 0 | 1 | 2  | 1  | +1   |
| 3    | Cittadella (D2) | 0   | 2 | 0 | 0 | 2 | 0  | 6  | -6   |

### Groupe B
| Rang | Équipe       | Pts | J | G | N | P | Bp | Bc | Diff |
| ---- | ------------ | --- | - | - | - | - | -- | -- | ---- |
| 1    | Inter Milan  | 4   | 2 | 1 | 1 | 0 | 7  | 3  | +4   |
| 2    | Lazio (D2)   | 4   | 2 | 1 | 1 | 0 | 6  | 4  | +2   |
| 3    | Brescia (D2) | 0   | 2 | 0 | 0 | 2 | 1  | 7  | -6   |

### Groupe C
| Rang | Équipe             | Pts | J | G | N | P | Bp | Bc | Diff |
| ---- | ------------------ | --- | - | - | - | - | -- | -- | ---- |
| 1    | Fiorentina         | 6   | 2 | 2 | 0 | 0 | 11 | 2  | +9   |
| 2    | San Marino         | 3   | 2 | 1 | 0 | 1 | 5  | 8  | -3   |
| 3    | Riozzese Como (D2) | 0   | 2 | 0 | 0 | 2 | 4  | 10 | -6   |

### Groupe D
| Rang | Équipe               | Pts | J | G | N | P | Bp | Bc | Diff |
| ---- | -------------------- | --- | - | - | - | - | -- | -- | ---- |
| 1    | Empoli               | 6   | 2 | 2 | 0 | 0 | 8  | 2  | +6   |
| 2    | Ravenna (D2)         | 3   | 2 | 1 | 0 | 1 | 4  | 5  | -1   |
| 3    | ChievoVerona FM (D2) | 0   | 2 | 0 | 0 | 2 | 1  | 6  | -5   |

### Groupe E
| Rang | Équipe          | Pts | J | G | N | P | Bp | Bc | Diff |
| ---- | --------------- | --- | - | - | - | - | -- | -- | ---- |
| 1    | Juventus        | 6   | 2 | 2 | 0 | 0 | 9  | 2  | +7   |
| 2    | Pink Sport Bari | 1   | 2 | 0 | 1 | 1 | 2  | 5  | -3   |
| 3    | Pomigliano (D2) | 1   | 2 | 0 | 1 | 1 | 2  | 6  | -4   |

### Groupe F
| Rang | Équipe               | Pts | J | G | N | P | Bp | Bc | Diff |
| ---- | -------------------- | --- | - | - | - | - | -- | -- | ---- |
| 1    | AC Milan             | 6   | 2 | 2 | 0 | 0 | 6  | 0  | +6   |
| 2    | Orobica Bergamo (D2) | 3   | 2 | 1 | 0 | 1 | 1  | 4  | -3   |
| 3    | Cesena (D2)          | 0   | 2 | 0 | 0 | 2 | 0  | 3  | -3   |

### Groupe G
| Rang | Équipe         | Pts | J | G | N | P | Bp | Bc | Diff |
| ---- | -------------- | --- | - | - | - | - | -- | -- | ---- |
| 1    | Sassuolo       | 4   | 2 | 1 | 1 | 0 | 5  | 3  | +2   |
| 2    | SSD Naples     | 4   | 2 | 1 | 1 | 0 | 2  | 1  | +1   |
| 3    | Pontedera (D2) | 0   | 2 | 0 | 0 | 2 | 2  | 5  | -3   |

### Groupe H
| Rang | Équipe          | Pts | J | G | N | P | Bp | Bc | Diff |
| ---- | --------------- | --- | - | - | - | - | -- | -- | ---- |
| 1    | AS Rome         | 6   | 2 | 2 | 0 | 0 | 12 | 0  | +12  |
| 2    | Roma CF (D2)    | 3   | 2 | 1 | 0 | 1 | 2  | 7  | -5   |
| 3    | Tavagnacco (D2) | 0   | 2 | 0 | 0 | 2 | 0  | 7  | -7   |

## Quarts de finale
Les quarts de finale se déroulent en matchs aller le 30 et 31 janvier 2021 et retour le 13 et 14 février 2021.
| Match | Équipe 1    | Résultat | Équipe 2   | Aller | Retour |
| ----- | ----------- | -------- | ---------- | ----- | ------ |
| Q1    | Empoli      | 4 - 10   | Juventus   | 4 - 5 | 0 - 5  |
| Q2    | Florentia   | 1 - 10   | AS Rome    | 0 - 4 | 1 - 6  |
| Q3    | Sassuolo    | 1 - 1 e  | AC Milan   | 1 - 1 | 0 - 0  |
| Q4    | Inter Milan | 2 - 1    | Fiorentina | 2 - 0 | 0 - 1  |

## Demi-finales
Les demi finales se déroulent en matchs aller le 13 mars 2021 et retour le 25 avril 2021.
| Match | Équipe 1    | Résultat | Équipe 2 | Aller | Retour |
| ----- | ----------- | -------- | -------- | ----- | ------ |
| 1     | AS Rome     | 4 e - 4  | Juventus | 2 - 1 | 2 - 3  |
| 2     | Inter Milan | 4 - 5    | AC Milan | 2 - 1 | 2 - 4  |

## Finale
| Finale                  | AC Milan                                    | 0 - 0 ap              | AS Rome                                   | Mapei Stadium, Reggio d'Émilie |  |
| 30 mai 2021 20h30 UTC+2 |                                             | (0 - 0, 0 - 0, 0 - 0) |                                           |                                |  |
| 30 mai 2021 20h30 UTC+2 | Boquete · Agard · Grimshaw · Tucceri Cimini | Tirs au but 1 - 3     | Giugliano · Serturini · Linari · Bernauer |                                |  |